# Lunas (Hérault)
Lunas era una comuna francesa que estaba situada en el departamento de Hérault, de la región de Occitania, que el 1 de enero de 2025 pasó a formar parte de la comuna nueva de Lunas-les-Châteaux.

## Historia
En 1844 esta comuna y la comuna de Camplong cedieron terrenos para la creación de la comuna de Le Bousquet-d'Orb.

## Demografía
| Gráfica de evolución demográfica de Lunas entre 1800 y 2022 |
|                                                             |

Los datos demográficos contemplados en este gráfico de la comuna de Lunas se han cogido de 1800 a 1999 de la página francesa EHESS/Cassini, y los demás datos de la página del INSEE.

## Lugares de interés y monumentos
- Iglesia románica de San Pancracio de Lunas (siglo XII).
- Capilla de Nuestra Señora de Niza, antigua iglesia parroquial.
- Capilla de San Amado.
- Castillo construido en el siglo XVII por Enrique de Narbona, al haber sido destruido el castillo anterior en aplicación del Edicto de gracia de Alès.